# Peterpaul Weiss
Peterpaul Weiss (auch Peter Paul Weiß; * 27. Januar 1905 in Berlin; † 7. Dezember 1977 ebenda) war ein deutscher Gebrauchsgrafiker.

## Leben und Werk
Weiss studierte einige Semester ohne akademischen Abschluss bei Ernst Böhm und Oskar Hermann Werner Hadank an den Berliner Vereinigten Staatsschulen für freie und angewandte Kunst. Danach war er in Berlin bis 1933 freiberuflich erfolgreich als Gebrauchsgrafiker vor allem für Unternehmen der Industrie und der Filmwirtschaft tätig. Als Schrift-Designer entwarf er 1937 die Schrift Kursachsen-Auszeichnung und 1938 Echo.
Weil seine Mutter Jüdin war galt Weiss den Nazis als „Halbjude“, und er erhielt 1938 Arbeitsverbot. Mit Hilfe gefälschter Personalpapiere gelang es ihm, weiteren Verfolgungen zu entgehen. Hilfe erhielt er dabei von Hermann Seewald, der ihm gelegentlich Arbeitsaufträge gab.
Nach dem Ende der Naziherrschaft arbeitete Weiss in Berlin wieder als Gebrauchsgrafiker und engagierte er sich beim gesellschaftlichen Neuaufbau. Er wurde u. a. Mitglied der SED und des Verbands Bildender Künstler der DDR.
Als einer der ersten Plakatgestalter in der sowjetischen Besatzungszone bzw. der DDR, u. a. neben John Heartfield, Ernst Jazdzewski, Arno Mohr, Wilhelm Schubert (1989–1962), Seewald und Klaus Wittkugel, entwarf Weiss politische, Film- und Ausstellungsplakaten, häufig mit Seewald. Eine bedeutende Anzahl von Briefmarken der Deutschen Post beruhten auf Entwürfen von Weiss.
Ab 1951 war Weiss künstlerischer Direktor des Museums für Deutsche Geschichte in Berlin. Allein bis 1970 plante und organisierte Weiss über 100 Ausstellungen des Museums. 1958 war eines seiner Plakate in der bedeutenden Plakataktion „Künstler kämpfen für den Frieden“ auf den Werbetafeln des U-Bahnhofs Alexanderplatz zu sehen.

## Ehrungen
- 1951: 2. Preis des Goethe-Preises der Stadt Berlin (im Kollektiv mit Seewald, Willi Wolfram und Hans Scheller)
- 1962: Kunstpreis der DDR
- 1965: Verleihung des Professoren-Titels[5]
- 1968: Nationalpreis der DDR II. Klasse

## Plakatentwürfe (Auswahl)
- Betriebsratswahl (1947)[6]
- Leipziger Messe (1951)[7]
- 40 Jahre Novemberrevolution (Ausstellungsplakat des Museums für Deutsche Geschichte, 1958)[8]
- Du bist nicht allein (Filmplakat, 1959)[9]
- Die Neunzehn (Filmplakat, 1959)[10]
- Paul Robeson (Filmplakat, 1960)[11]

## Teilnahme an zentralen und wichtigen regionalen Ausstellungen in der DDR
- 1960: Berlin, Bezirkskunstausstellung
- 1958, 1962/1963 und 1972/1973: Dresden, Vierte und Fünfte Deutsche Kunstausstellung und VII. Kunstausstellung der DDR
- 1970: Berlin, Altes Museum („Im Geiste Lenins“)

### Postum
- 1981: Dresden, Ausstellungszentrum am Fučík-Platz („25 Jahre NVA“)
- 1985: Berlin, Nationalgalerie („Auf gemeinsamen Wegen. Kunstausstellung zum 40. Jahrestag des Sieges über den Hitlerfaschismus und der Befreiung des deutschen Volkes“)
- 1985: Erfurt, IGA („Künstler im Bündnis“)